# Dances with Wolves (soundtrack)
Dances with Wolves is de originele soundtrack, gecomponeerd en gedirigeerd door John Barry voor de film Dances with Wolves uit 1990 van Kevin Costner. Het album werd uitgebracht in 1990 door Epic Records.

## Achtergrond
Barry won met Dances with Wolves in 1991 de Oscar voor beste originele muziek en in 1992 de Grammy Award voor beste instrumentale compositie geschreven voor een film of voor televisie.
In 1995 verscheen een uitgave met 3 bonustrack. In 2004 verscheen een uitgebreide editie, met totaal 24 tracks. In 2015 verscheen een uitgebreide editie ter ere van het 25-jarig jubileum, een dubbelalbum met totaal 60 tracks in een gelimiteerde editie van 5.000 stuks door La-La Land Records.

## Tracklijst

### Originele versie
1. "Main Title – Looks Like a Suicide" – 3:59
2. "The John Dunbar Theme" – 2:16 b
3. "Journey to Fort Sedgewick" – 3:25
4. "Ride to Fort Hays" – 2:00
5. "The Death of Timmons" – 2:24
6. "Two Socks – The Wolf Theme" – 1:30
7. "Pawnee Attack" – 3:49
8. "Kicking Bird's Gift" – 2:10
9. "Journey to the Buffalo Killing Ground" – 3:43
10. "The Buffalo Hunt" – 2:42
11. "Stands with a Fist Remembers" – 2:09
12. "The Love Theme" – 3:46
13. "The John Dunbar Theme" – 2:04
14. "Two Socks at Play" – 1:59
15. "The Death of Cisco" – 2:14
16. "Rescue of Dances with Wolves" – 2:09
17. "The Loss of the Journal and the Return to Winter Camp" – 2:09
18. "Farewell and End Title" – 8:50

## Hitnoteringen

### NederlandseAlbum Top 100
| Hitnotering: 27-04-1991 t/m 15-06-1991 | Hitnotering: 27-04-1991 t/m 15-06-1991 | Hitnotering: 27-04-1991 t/m 15-06-1991 | Hitnotering: 27-04-1991 t/m 15-06-1991 | Hitnotering: 27-04-1991 t/m 15-06-1991 | Hitnotering: 27-04-1991 t/m 15-06-1991 | Hitnotering: 27-04-1991 t/m 15-06-1991 | Hitnotering: 27-04-1991 t/m 15-06-1991 | Hitnotering: 27-04-1991 t/m 15-06-1991 | Hitnotering: 27-04-1991 t/m 15-06-1991 | Hitnotering: 27-04-1991 t/m 15-06-1991 |
| Week:                                  | 1                                      | 2                                      | 3                                      | 4                                      | 5                                      | 6                                      | 7                                      | 8                                      |                                        |                                        |
| -------------------------------------- | -------------------------------------- | -------------------------------------- | -------------------------------------- | -------------------------------------- | -------------------------------------- | -------------------------------------- | -------------------------------------- | -------------------------------------- | -------------------------------------- | -------------------------------------- |
| Positie:                               | 99                                     | 87                                     | 80                                     | 65                                     | 61                                     | 58                                     | 65                                     | 86                                     | uit                                    |                                        |

### NPO Klassiek Filmmuziek Top 200
| Dances with Wolves in de NPO Klassiek Filmmuziek Top 200 | Dances with Wolves in de NPO Klassiek Filmmuziek Top 200 | Dances with Wolves in de NPO Klassiek Filmmuziek Top 200 | Dances with Wolves in de NPO Klassiek Filmmuziek Top 200 | Dances with Wolves in de NPO Klassiek Filmmuziek Top 200 | Dances with Wolves in de NPO Klassiek Filmmuziek Top 200 | Dances with Wolves in de NPO Klassiek Filmmuziek Top 200 | Dances with Wolves in de NPO Klassiek Filmmuziek Top 200 | Dances with Wolves in de NPO Klassiek Filmmuziek Top 200 | Dances with Wolves in de NPO Klassiek Filmmuziek Top 200 | Dances with Wolves in de NPO Klassiek Filmmuziek Top 200 |
| Jaar                                                     | 2016                                                     | 2017                                                     | 2018                                                     | 2019                                                     | 2020                                                     | 2021                                                     | 2022                                                     | 2023                                                     | 2024                                                     | 2025                                                     |
| -------------------------------------------------------- | -------------------------------------------------------- | -------------------------------------------------------- | -------------------------------------------------------- | -------------------------------------------------------- | -------------------------------------------------------- | -------------------------------------------------------- | -------------------------------------------------------- | -------------------------------------------------------- | -------------------------------------------------------- | -------------------------------------------------------- |
| Positie                                                  | 16                                                       | 10                                                       | 7                                                        | 26                                                       | 24                                                       | 23                                                       | 26                                                       | 22                                                       | 26                                                       | 18                                                       |

## Prijzen en nominaties
| Jaar | Prijs                 | Categorie                                                                    | Genomineerde(n) | Uitslag     |
| ---- | --------------------- | ---------------------------------------------------------------------------- | --------------- | ----------- |
| 1991 | Academy Award (Oscar) | Beste filmmuziek                                                             | John Barry      | Gewonnen    |
| 1991 | Golden Globe          | Beste filmmuziek                                                             | John Barry      | Genomineerd |
| 1992 | BAFTA Award           | Beste filmmuziek                                                             | John Barry      | Genomineerd |
| 1992 | Grammy Award          | Best Instrumental Composition Written for a Motion Picture or for Television | John Barry      | Gewonnen    |